# Доходы населения Эстонии
По состоянию на декабрь 2023 года Эстония имеет самую высокую среди всех посткоммунистических стран мира нетто среднюю (€1597,61) и по состоянию на 1 января 2024 года вторую после Словении (€902,07, в Эстонии €763,18) нетто минимальную заработную плату. Средний размер оплаты труда брутто в Эстонии, в декабре 2023 года составляет €2065 и нетто (после вычета налогов) €1597,61. Минимальный размер оплаты труда брутто в Эстонии с 1 января 2024 года составляет €820 и нетто (после вычета налогов) €763,18.

## Налогообложение
Ставка подоходного налога c 2024 года составляет 22 %.
.

## ПоуездамЭстонии
Среднемесячная заработная плата одного работника по состоянию на IV квартал 2020 года, в евро.
| Место | Адм.единица            | Брутто | Нетто   |
| ----- | ---------------------- | ------ | ------- |
| -     | Таллин                 | 1706   | 1359.44 |
| 1     | Харьюмаа               | 1653   | 1324.46 |
| 2     | Тартумаа               | 1542   | 1251.19 |
| -     | Харьюмаа (без Таллина) | -      | -       |
| -     | Средняя в Эстонии      | 1515   | 1233.37 |
| 3     | Ярвамаа                | 1418   | 1169.34 |
| 4     | Пылвамаа               | 1324   | 1107.29 |
| 5     | Вильяндимаа            | 1266   | 1069.00 |
| 6     | Рапламаа               | 1263   | 1067.02 |
| 7     | Вырумаа                | 1248   | 1057.12 |
| 8     | Ляэнемаа               | 1237   | 1049.86 |
| 9     | Ляэне-Вирумаа          | 1233   | 1047.22 |
| 10    | Йыгевамаа              | 1222   | 1039.96 |
| 11    | Сааремаа               | 1209   | 1031.38 |
| 12    | Ида-Вирумаа            | 1202   | 1026.76 |
| 13    | Пярнумаа               | 1185   | 1013.87 |
| 14    | Валгамаа               | 1164   | 997.68  |
| 15    | Хийумаа                | 1163   | 996.90  |

## История
| Средний размер оплаты труда в Эстонии с 1992 года | Средний размер оплаты труда в Эстонии с 1992 года | Средний размер оплаты труда в Эстонии с 1992 года |
| Год                                               | Средний за год (брутто)                           | Средний за год (нетто)                            |
| ------------------------------------------------- | ------------------------------------------------- | ------------------------------------------------- |
| 1992                                              | 549 kr (35€)                                      |                                                   |
| 1993                                              | 1066 kr (68€)                                     |                                                   |
| 1994                                              | 1734 kr (111€)                                    |                                                   |
| 1995                                              | 2375 kr (152€)                                    |                                                   |
| 1996                                              | 2985 kr (191€)                                    |                                                   |
| 1997                                              | 3573 kr (228€)                                    |                                                   |
| 1998                                              | 4125 kr (264€)                                    |                                                   |
| 1998                                              | 257€                                              |                                                   |
| 1999                                              | 4440 kr (284€)                                    |                                                   |
| 2000                                              | 4907 kr (314€)                                    | 246€                                              |
| 2001                                              | 5510 kr (352€)                                    | 277€                                              |
| 2002                                              | 6109 kr (393€)                                    | 305€                                              |
| 2003                                              | 6701 kr (430€)                                    | 331€                                              |
| 2004                                              | 7222 kr (466€)                                    | 363€                                              |
| 2005                                              | 8048 kr (516€)                                    | 441€                                              |
| 2006                                              | 9350 kr (601€)                                    | 484€                                              |
| 2007                                              | 11017 kr (725€)                                   | 583€                                              |
| 2008                                              | 12818 kr (825€)                                   | 670€                                              |
| 2009                                              | 12223 kr (784€)                                   | 637€                                              |
| 2010                                              | 12335 kr (792€)                                   | 637€                                              |
| 2011                                              | 839€                                              | 672€                                              |
| 2012                                              | 887€                                              | 706€                                              |
| 2013                                              | 949€                                              | 757€                                              |
| 2014                                              | 1005€                                             | 799€                                              |
| 2015                                              | 1065€                                             | 859€                                              |
| 2016                                              | 1146€                                             | 924€                                              |
| 2017                                              | 1221€                                             | 986€                                              |
| 2018                                              | 1310€                                             | 1098€                                             |
| 2019                                              | 1407€                                             | 1162€                                             |
| 2020                                              | 1448€                                             | 1189€                                             |
| 2021                                              | 1548€                                             | 1255€                                             |
| 2022                                              | 1685€                                             | 1346€                                             |
| 2023                                              | 1832€                                             | 1452€                                             |

За 15 лет прошедших с момента вступления Эстонии в ЕС с 2004 по 2019 год, чистый средний размер оплаты труда вырос в стране более чем в 3,2 раза с 363€ до 1162€, а брутто минимальный размер оплаты труда вырос более чем в 3,4 раза с 158,50€ до 540€ (516,45€, нетто). ВВП Эстонии по (ППС) с 2004 года по 2019 год вырос в два раза с $23,790 млрд до $46,587 млрд. По состоянию на декабрь 2023 года Эстония имеет самую высокую среди всех посткоммунистических стран в мире нетто среднюю и вторую после Словении нетто минимальную заработную плату. Средний размер оплаты труда (брутто) в Эстонии, в декабре 2023 года составляет €2065 и (нетто, после вычета налогов) €1597,61 Минимальный размер оплаты труда (брутто) в Эстонии с 1 января 2019 года составляет €540 и (нетто, после вычета налогов) €516,45. Для сравнения, средняя заработная плата в соседних странах составляет: в Латвии — €1692 (брутто) и €1226 (нетто) (декабрь 2023), в России — 73709 руб. (€730,88, брутто) и 64126,83 руб. (€635,86, нетто) (2023), в Финляндии — €3512 (брутто) и €2510 (нетто) (2019/1Q). Средняя заработная плата в Эстонии выше, чем в Китайской Республике (NT$47868, около €1357), самой бедной стране из всех четырёх азиатских тигров. Уровень чистой (нетто) заработной платы наемных работников в Эстонии в евро вырос в 4,7 раза за 19 лет с 246 евро до 1155 евро, а брутто более чем в 4,4 раза с 314 евро до 1396 евро. В 1992 году средняя зарплата в Эстонии (брутто) была 35 евро минус налоги. За 27 лет с 1992 года по март 2019 года средняя зарплата в Эстонии (брутто) в евро выросла в 40 раз с 35 евро до 1396 евро. По прогнозам Еврокомиссии средняя зарплата (брутто) в Эстонии к 2022 году составит 1628 евро, а в долгосрочном прогнозе к 2030 году — 2364 евро, к 2050 году — 5166 евро, а к 2070 году — 10742 евро.
В IV квартале 2015 года среднемесячная начисленная заработная плата (до вычета налогов) достигла 1105 евро, а средняя годовая брутто-зарплата в 2016 году — 1146 евро. Доля населения с доходами ниже прожиточного минимума в 2011 году составляла около 10 %. Коэффициент Джини для Эстонии — 0,22 по состоянию на 2009 год.
Минимальная брутто-зарплата в Эстонии с 1 января 2017 года составляет 470 евро в месяц, а годовой размер необлагаемого подоходным налогом дохода — 2160 евро. Для части работников общественного сектора установлены минимальные ставки оплаты труда. С 2015 года минимальная почасовая брутто-ставка врачей Эстонии составляет 9 евро (месячный минимальный брутто-оклад при занятости 40 часов в неделю составит 1512 евро), сестринского персонала — 5 евро, для работников сферы ухода — 3 евро. С 1 января 2018 года минимальный почасовой размер оплаты труда в Эстонии составит 2,97, а минимальный ежемесячный размер оплаты труда за полный рабочий день составит — 500 евро. минимальный размер оплаты труда с 2018 года составит 40 % от средней зарплаты. С 2018 года размер не облагаемого налогом дохода зависит от Вашего годового брутто-дохода. С 1 января 2018 ко всем доходам применяется единый, не облагаемый налогом доход по ставке 6000 евро в год или 500 евро в месяц. С 2018 года минимальный размер оплаты труда (нетто), после выплат работником налога по страхованию от безработицы и пенсионных отчислений, составит 482 евро. В Эстонии существуют отдельные ставки минимальной заработной платы для учителей общеобразовательных школ, детсадовских педагогов и работников сферы культуры с высшим образованием. С 1 января 2019 года минимальный размер оплаты труда учителей общеобразовательных школ, детсадовских педагогов и работников сферы культуры с высшим образованием вырастет по сравнению с 2018 годом на 100 евро или на 9 %, и составит 1250 евро, а средняя зарплата работников данных профессий будет равна 120 % от средней зарплаты по стране и составит 1500 евро. С 1 апреля 2020 года минимальный размер оплаты труда врачей составляет 13,30 евро в час, специалистов — 14,40 евро в час, медсестёр — 8 евро в час. По состоянию на 2021 год среди врачей-специалистов самые высокие зарплаты в Эстонии у ортодонтов, а самые низкие — у школьных врачей, причем разница между самыми высокими и низкими зарплатами является пятикратной. Средняя зарплата врачей вместе с дополнительными выплатами с 2020 по 2021 год выросла на 14 % с 3361 евро до 3832 евро в месяц. Больше всего получают ортодонты, в которых постоянно ощущается острая нехватка. Их зарплата в 2021 году составила в среднем 9082 евро в месяц. При этом ортодонты стали единственной группой врачей, у которых в 2021 году средняя зарплата в годовом сравнении не выросла, а сократилась — в марте 2020 года ортодонты в среднем заработали по 10292 евро. Таким образом, их среднемесячный доход сократился на 18 %. За ортодонтами следуют челюстно-лицевые хирурги, которые в 2021 году в среднем зарабатывали по 6739 евро в месяц, а в 2020 году — по 4844 евро, то есть их среднемесячный доход вырос на 40 %. Стоматологи в среднем зарабатывали в 2021 году по 4446 евро в месяц (в 2020 году по 3983 евро). Более 5000 евро в месяц также зарабатывали торакальные хирурги (5058 евро, в 2020 году — 4081 евро), врачи-протезисты (5053 евро; в 2020 году 4110 евро) и руководящие медицинские работники (5178 евро в месяц), средняя зарплата которых по сравнению с мартом 2020 года снизилась с 5360 евро.
Медианная зарплата — это зарплата, меньше которой получает 50 % работников и соответственно, другие 50 % получают большую зарплату. В 2021 году медианная зарплата врачей вместе с дополнительными выплатами выросла на 14 % и составила 3467 евро, медсестер — на 21 % (1908 евро) и сиделок на 23 % (1220 евро). Больше всего медианная заработная плата увеличилась у медсестер и сиделок. За год медианная основная зарплата врачей увеличилась на 9 % и составила 2750 евро, медсестер — на 13 % (1550 евро) и сиделок — на 12 % (966 евро). По данным Департамента статистики, во втором квартале 2021 года средняя почасовая зарплата в Эстонии составила 8,99 евро, что на 7,4 % выше, чем в аналогичный период прошлого года. Почасовая брутто-зарплата врачей, медсестер и сиделок росла быстрее, чем средняя зарплата по Эстонии. Средняя почасовая зарплата врачей выше, чем средняя почасовая зарплата по Эстонии в 2,1 раза, а зарплата медсестер — в 1,2 раза. Средняя почасовая брутто-зарплата врачей вместе с регулярными дополнительными выплатами увеличилась за год на 10 %, стоматологов — на 6 %, а медсестер и сиделок — на 16 % и 22 % соответственно. Сердечно-сосудистые хирурги в 2021 году получали по 4925 евро в месяц, а нейрохирурги — по 4630 евро. Среднемесячный доход семейных врачей составил 2946 евро (в 2020 году 2657 евро). Самый низкий доход у школьных врачей, которые в 2021 году получали по 1887 евро в месяц (в 2020 году по 1779 евро). Врачи-резиденты на 2021 год получают в среднем по 2578 евро в месяц (в 2020 году 2289 евро). Среднемесячный доход медсестер с 2020 по 2021 год увеличился на четверть с 1697 до 2098 евро. Акушерки в среднем получают по 2180 евро (в 2020 году 1783 евро). Среднемесячный доход санитаров вырос с 2020 по 2021 год на 28 % с 1061 до 1362 евро. Доходы аптекарей с 2020 по 2021 год увеличились с 2119 до 2337 евро в месяц. Психологи в среднем получают по 1908 евро (в 2020 году 1677 евро), а социальные работники — по 1509 (в 2020 году 1424 евро). Данные о зарплатах медицинских работников собираются и систематизируются Институтом развития здоровья Эстонии, который ежегодно сравнивает динамику доходов на основании данных о зарплате медиков за март соответствующего года.
С 1 января 2019 года минимальный размер оплаты труда в Эстонии составляет 540 евро (брутто) и 516,45 евро (нетто) в месяц. С 1 января 2020 года минимальный размер оплаты труда учителей общеобразовательных школ, детсадовских педагогов и работников сферы культуры с высшим образованием вырастет до 1315 евро, а средняя зарплата работников данных профессий будет равна 120 % от средней зарплаты по стране и составит 1540 евро. С 1 января 2022 года минимальный размер оплаты труда учителей общеобразовательных школ, детсадовских педагогов и работников сферы культуры с высшим образованием вырастет по сравнению с 2021 годом на 97 евро или на 7,3 %, и составит 1412 евро, а средняя зарплата работников данных профессий будет равна 120 % от средней зарплаты по стране и составит 1653 евро (увеличение на 113 евро). С 2020 года средняя зарплата спасателей вырастет в среднем на 6 % или на 60 евро и составит 1061 евро. С 2020 года средняя зарплата координаторов спасательных работ вырастет в среднем на 5,7 % или на 63 евро и составит 1169 евро. С 2020 года минимальный размер оплаты труда патрульных полицейских и пограничников вырастет в среднем на 4,6 % или на 65 евро и составит 1345 евро. По новому коллективный договору рассчитанному на три года, условия которого вступят в силу 13 апреля 2020 года, минимальная зарплата водителей автобусов в Эстонии будет повышаться на €100 в год: 2020 год — €1050, 2021 год — €1150, 2022 год — €1250. Информацию о новом коллективном договором можно получить на сайтах Союза автопредприятий Эстонии и Профсоюза работников транспорта Эстонии. С 1 января 2023 года минимальный размер оплаты труда учителей общеобразовательных школ, детсадовских педагогов и работников сферы культуры с высшим образованием вырастет на 23,9 % с 1412 евро до 1749 евро, а средняя зарплата работников данных профессий составит 2048 евро. С 1 января 2023 года минимальный размер оплаты труда спасателей вырастет на 36 % и составит 1620 евро. С 1 января 2023 года минимальный размер оплаты труда полицейских вырастет на 17 % и составит 1849 евро. Минимальный размер оплаты труда (брутто) в Эстонии с 1 января 2020 года составляет €584 и (нетто, после вычета налогов) €550.38. Минимальный размер оплаты труда (брутто) в Эстонии с 1 января 2022 года составляет €654 и (нетто, после вычета налогов) €604.37. Минимальный размер оплаты труда (брутто) в Эстонии с 1 января 2023 года составляет €725 и (нетто, после вычета налогов) €689.92. Минимальный размер оплаты труда (брутто) в Эстонии с 1 января 2024 года составляет €820 и (нетто, после вычета налогов) €763.18.
По данным Статистического управления Эстонии, в 2017 году среднемесячная валовая заработная плата составляла 1221 евро; по сравнению с 2016 годом среднемесячная валовая заработная плата увеличилась на 6,5 %. Годовая среднемесячная валовая заработная плата увеличилась почти во всех видах экономической деятельности. Среднемесячная валовая заработная плата была самой высокой во II и IV кварталах 2017 года. Средняя почасовая заработная плата в 2017 году составила 7.40 евро, по сравнению с 2016 годом она выросла на 7,2 %. В 2017 году среднемесячная валовая заработная плата по-прежнему была самой высокой в сфере информации и связи (2094 евро), а также в сфере финансов и страхования (1996 евро) и самой низкой в сфере обслуживания, где среднемесячная валовая заработная плата были почти в три раза меньше.
Годовой прирост среднемесячной валовой заработной платы был самым быстрым в горнодобывающей промышленности (11,1 %), секторе информации и связи (10,2 %) и энергетике (9,1 %). Среднемесячная валовая зарплата увеличилась почти во всех видах экономической деятельности, за исключением сельского хозяйства, лесного хозяйства и рыболовства, где среднемесячная валовая заработная плата осталась близка к уровню 2016 года (0,4 %).
В государственном секторе, включая государственные и муниципальные учреждения и предприятия, среднемесячная валовая заработная плата составляла 1265 евро (рост в годовом исчислении — 7,9 %), а в частном секторе, включая предприятия, принадлежащие эстонским и иностранным частным лицам, до 1206 евро (рост в годовом исчислении на 6,1 %).
В 2017 году по уездам среднемесячная валовая заработная плата по-прежнему была самой высокой в Харьюма (1353 евро) и Тартумаа (1215 евро), а самой низкой на островах в уездах Хийумаа (883 евро) и Сааремаа (876 евро). Рост годовой валовой заработной платы в годовом исчислении был самым быстрым в уездах Рапламаа, Ида-Вирумаа и Вырумаа. Среднемесячная валовая заработная плата осталось относительно постоянной по сравнению с 2016 годом в уездах Хийумаа, Ляэнемаа и Сааремаа. В 2017 году средние затраты работодателя на рабочую силу в пересчёте на наемного работника составили 1648 евро в месяц и 10,99 евро в час. По сравнению с 2016 годом средние месячные затраты на рабочую силу в пересчёте на наемного работника выросли на 6,5 %. Уровень жизни жителей Эстонии за последние пару десятилетий заметно вырос. Уровень цен, в том числе цен на продукты питания, с 1995 года вырос более чем в два раза, в то время как средняя зарплата-брутто увеличилась в 8 раз, а средняя пенсия по старости — в 9,5 раза. С 2019 года по сообщениям Эстонских СМИ минимальный размер оплаты труда спасателей повыситься до 1000 евро. С 2019 года минимальный размер оплаты труда работников культуры составит 1300 евро. Денежное довольствие военнослужащих Эстонии в ближайшие четыре года будет находиться на уровне 130 % от среднего размера оплаты труда по стране. По прогнозам Банка Эстонии средняя брутто-зарплата в 2019 году вырастет на 8,1 % до 1415 евро, а в 2020 году на 6,4 % до 1505 евро. По прогнозам Еврокомиссии средняя зарплата (брутто) в Эстонии к 2022 году составит 1628 евро, а в долгосрочном прогнозе к 2030 году — 2364 евро, к 2050 году — 5166 евро, а к 2070 году — 10742 евро.
Средняя месячная брутто-зарплата в 2020 году составляла в Эстонии 1448 евро (1189.14 евро, нетто), что на 2,9 % больше, чем в 2019 году. Самые высокие зарплаты в Эстонии по-прежнему получают работники сектора информации и связи (2574 евро), а также лица, занятые в секторе финансовой и страховой деятельность (2461 евро в месяц). Меньше всего зарплаты у работников, занятых в секторе общественного питания и гостиничный секторе — 860 евро в месяц. В IV квартале 2020 года средняя месячная брутто-зарплата составила 1515 евро, или на 2,9 % выше, чем в IV квартале 2019 года. Средняя почасовая брутто-зарплата составила 8,5 евро. Средний размер расходов работодателя на рабочую силу составил за наемного работника 1913 евро в месяц и 12,87 евро в час. В годовом сравнении средний месячный расход работодателя на наемного работника увеличился на 2,9 %. В 2019 году в государственном секторе среднемесячная брутто-зарплата составила 1525 евро, а в годовом исчислении рост составил 9,5 %. В частном секторе, то есть на предприятиях, принадлежащих эстонским и иностранным частным компаниям, среднемесячная брутто-зарплата составила 1368 евро, а в годовом исчислении рост составил 6,7 %. В сравнении с 2018 годом средняя месячная брутто-зарплата выросла более всего в сфере прочих видов услуг (деятельность организаций, ремонт товаров для дома, индустрия красоты), а также в сфере здравоохранения и социальных услуг — на 14 % и 10 % соответственно, при этом снизилась в сельском хозяйстве на 1,9 % и деятельности по операциям с недвижимым имуществом — на 0,7 %. По уездам в 2020 году наиболее высокая средняя месячная брутто-зарплата была в Харьюмаа (1588 евро) и Тартумаа (1447 евро), а самая низкая — в Валгамаа (1106 евро) и на Хийумаа (1063 евро). По состоянию на декабрь 2021 года средняя месячная брутто-зарплата в Эстонии составляла 1756 евро (1392,45 евро, нетто). По состоянию на декабрь 2022 года средняя месячная брутто-зарплата в Эстонии составляла 1901 евро (1494,97 евро, нетто) По состоянию на декабрь 2023 года средняя месячная брутто-зарплата в Эстонии составляла 2065 евро (1597,61 евро, нетто). С 2011 по 2023 год средний размер оплаты труда брутто в Эстонии вырос на 118 % с 839 евро до 1832 евро.
В 2019 году главный экономист банка Luminor Eesti Тыну Пальм сообщил, что за последние семь лет средняя брутто-зарплата в Эстонии выросла на 58 %. Настолько быстрое приближение доходов к уровню остальных стран Европы постепенно увеличивает привлекательность Эстонии также для квалифицированной рабочей силы Европейского союза. В 2017 году ВВП Эстонии в пересчёте на жителя достиг 79 % от среднего показателя по Европейскому союзу, что является заметным шагом вперед. Это означает, что впервые Эстония поднялась на сравнимый уровень с некоторыми южными странами еврозоны, как например, Португалия, которая гораздо раньше Эстонии присоединилась к Европейскому союзу. «Если мы желаем видеть продолжение быстрого экономического роста в долгосрочной перспективе, то, по оценке главного экономиста Luminor Eesti Тыну Пальма, вместо направления инвестиций в инфраструктуру следовало бы больше сосредоточиться на человеческом капитале», — сообщил Пальм.

### Зарплаты высокопоставленных государственных служащих
Зарплата Таави Ааса, бывшего мэра столицы Таллина в 2017 году составляла 5288,4 евро в месяц.
С 1 апреля 2019 года зарплаты высокопоставленных государственных служащих в среднем выросли на 8,4 процента. Так зарплата президента и премьер-министра стала 6168 евро в месяц, а члена Рийгикогу — 4009 евро в месяц. Для расчёта зарплат высокопоставленных госслужащих была создана специальная формула, на основании которой зарплаты политиков и высокопоставленных чиновников изменяются каждую весну. Формула индексации состоит из трех компонентов. Во-первых, самая высокая ставка заработной платы, которая с 1 апреля по расчёту Министерства финансов составляет 5690,32 евро. Эта сумма умножается на индекс, величина которого зависит на 20 процентов от роста потребительских цен (инфляции) и на 80 процентов от роста поступлений части пенсионного страхования социального налога. В этом году индекс составляет 1,084. Полученные результат следует ещё умножить на коэффициент служебной зарплаты конкретного госслужащего (например, у президента — 1,0; у простого члена Рийгикогу — 0,65; у члена совета Банка Эстонии — 0,25). После умножения трёх показателей и получается месячная зарплата. В то же время это не предельный их доход, поскольку политикам и чиновникам могут ещё выплачивать доплаты и премии. В то же время индексация не всегда приводит к росту зарплат. Например, с 2014 по 2017 зарплата высокопоставленных чиновников не менялась. С 1 апреля 2019 года зарплата гендиректора Департамента полиции и пограничной охраны Эльмара Вахера выросла с 5800 евро до 6000 евро в месяц, передаёт. С 1 апреля 2019 года зарплата директора Центра тревоги Кятлин Алвела выросла с 4200 до 4950 евро в месяц. С 1 апреля 2019 года зарплата гендиректор Спасательного департамента Куно Таммеару выросла с 5000 евро до 5200 евро в месяц, а уже с 10 апреля 2019 года до 5500 евро. За последние 12 дней его оклад вырос уже во второй раз. 8 апреля 2019 года, покидающая пост министра внутренних дел Катри Райк подписала приказ, согласно которому зарплата Таммеару выросла с 5200 до 5500 евро в месяц. Приказ о предыдущем повышении оклада главного спасателя страны, был подписан 27 марта. Тогда Катри Райк повысила зарплату Куно Таммеару с 5000 до 5200 евро.
«Сказать, что в первый раз, повышая зарплату Таммеару, мы допустили техническую ошибку, было бы не совсем правильно, но в какой-то степени так оно и есть. Недавно мы снова обсудили этот вопрос с канцлером МВД и самим гендиректором. Решили, что оклад Куно Таммеару вырастет до 5500 евро. Он много работает и работает хорошо», — объяснила в среду, 10 апреля, Катри Райк.
По её инициативе выросли зарплаты и других крупных чиновников из полиции и Спасательного департамента. Зарплата трёх заместителей Эльмара Вахера — Прийта Пяхкна, Кристы Аас и Янне Пилкма — выросла с 4600 до 4800 евро. Зарплата префекта Пыхьяской префектуры Кристиана Яани увеличилась с 4000 до 4300 евро, префекта Лыунаской префектуры Валло Коппеля — с 3800 до 4100 евро, префекта Идаской префектуры Тарво Круупа — до 4400 евро, и префекта Ляэнеской префектуры Кайдо Кыпласа — с 3800 до 4100 евро. Директор колледжа полиции и погранохраны Академии МВД Калви Алмосен теперь будет получать 3400 евро в месяц вместо прежних 3200. Зарплата заместителя Кунно Таммеару Андреаса Анвельта выросла до 4400 евро. Работавшая на этой должности в прошлом году Кайри Рикко получала 4000 евро в месяц. Зарплата второго заместителя гендиректора Спасательного департамента Тауно Сууркиви также выросла с 4000 до 4400 евро. С апреля 2019 года зарплата мэра Нарвы Алексея Евграфова и председателя городского собрания Ирины Янович выросла с 3000 евро до 4000 евро. Она сказала, что будет получать 50 % от оклада. Помимо работы в городском собрании Янович ещё возглавляет Кренгольмскую гимназию. Размер зарплаты заместителя председателя горсобрания Ларисы Олениной составляет половину от размера вознаграждения председателя городского собрания, то есть 2000 евро.

## Виды доходов

### Заработная плата
По состоянию на декабрь 2023 года Эстония имеет самую высокую среди всех посткоммунистических стран мира нетто среднюю (€1597,61) и по состоянию на 1 января 2024 года вторую после Словении (€902,07, в Эстонии €763,18) нетто минимальную заработную плату. Средний размер оплаты труда (брутто) в Эстонии, в декабре 2022 года составляет €1901 и (нетто, после вычета налогов) €1494,97 Минимальный размер оплаты труда (брутто) в Эстонии с 1 января 2022 года составляет €654 и (нетто, после вычета налогов) €604,37. Минимальный размер оплаты труда (брутто) в Эстонии с 1 января 2023 года составляет €725 и (нетто, после вычета налогов) €689,92. Минимальный размер оплаты труда (брутто) в Эстонии с 1 января 2024 года составляет €820 и (нетто, после вычета налогов) €763,18.
Средняя месячная брутто-зарплата по видам экономической деятельности за 2020 год, в евро.
| По видам экономической деятельности | По видам экономической деятельности                                                  | По видам экономической деятельности  | По видам экономической деятельности |
| Место                               | Виды экономической деятельности                                                      | Средний размер оплаты труда (брутто) | Средний размер оплаты труда (нетто) |
| ----------------------------------- | ------------------------------------------------------------------------------------ | ------------------------------------ | ----------------------------------- |
| 1                                   | Информация и связь                                                                   | 2574                                 | 1985.07                             |
| 2                                   | Финансовая и страховая деятельность                                                  | 2461                                 | 1897.92                             |
| 3                                   | Электроснабжение, подача газа, пара и воздушное кондиционирование                    | 2118                                 | 1633.40                             |
| 4                                   | Государственное управление и оборона; обязательное социальное обеспечение            | 1835                                 | 1444.60                             |
| 5                                   | Добыча полезных ископаемых                                                           | 1697                                 | 1353.51                             |
| 6                                   | Профессиональная, научная и техническая деятельность                                 | 1676                                 | 1339.64                             |
| 7                                   | Здравоохранение и социальные услуги                                                  | 1532                                 | 1244.59                             |
| -                                   | Средний размер оплаты труда                                                          | 1448                                 | 1189.14                             |
| 8                                   | Водоснабжение; канализационная система; контроль над сбором и распределением отходов | 1433                                 | 1179.24                             |
| 9                                   | Образование                                                                          | 1397                                 | 1155.48                             |
| 10                                  | Транспорт и складское хозяйство                                                      | 1387                                 | 1148.88                             |
| 11                                  | Строительство                                                                        | 1365                                 | 1134.35                             |
| 12                                  | Обрабатывающая промышленность                                                        | 1363                                 | 1133.03                             |
| 13                                  | Административная деятельность и дополнительные услуги в данной области               | 1212                                 | 1033.36                             |
| 14                                  | Сельское хозяйство, лесное хозяйство и рыболовство                                   | 1202                                 | 1026.76                             |
| 15                                  | Оптовая и розничная торговля; ремонт моторных транспортных средств и мотоциклов      | 1187                                 | 1015.42                             |
| 16                                  | Предоставление прочих видов услуг                                                    | 1133                                 | 973.77                              |
| 17                                  | Искусство, развлечения и отдых                                                       | 1129                                 | 970.69                              |
| 18                                  | Операции с недвижимом имуществом                                                     | 1050                                 | 909.76                              |
| 19                                  | Общественное питание и гостиничный сектор                                            | 860                                  | 763.23                              |

### Пенсии
Согласно действующему закону, на пенсию в Эстонии можно выходить с 63 лет, женщины, родившиеся с 1944 по 1952 год, имеют право сделать это раньше. Согласно принятому в 2010 году закону, пенсионный возраст будет повышен до 65 лет с 2026 года.
Пенсионная система в Эстонии состоит из трёх ступеней. Первая ступень — государственная пенсия, вторая ступень — накопительная пенсия, обязательная для родившихся в 1983 году и позже (для родившихся раньше вторая ступень добровольна), третья ступень — добровольная накопительная пенсия. По состоянию на 2013 год средняя государственная пенсия по старости составляет около 320 евро. По состоянию на 2018 год средняя государственная пенсия по старости составляет 409,9 евро в месяц. Каждую весну Эстония проводит перерасчёт пенсий, чтобы пенсии находились в равновесии с изменениями зарплат и цен. Пенсия рассчитывается для каждого человека индивидуально. По состоянию на 1 января 2017 года в Эстонии живёт чуть более 417 000 пенсионеров. C 1 апреля 2018 года в Эстонии повысился Индекс государственной пенсии, который отныне равен 1,076. Согласно изменениям, минимальная сумма народной пенсии теперь составит 189,31 евро. Базовая часть пенсии повысится до 175,4390 евро, а ценность каждого года трудового стажа — до 6,161 евро. Таким образом, пенсионер с 15-летним рабочим стажем будет получать почти 268 евро. Самую же большую прибавку получат те, кто проработал 44 года. Их ежемесячный доход составит 446,52 евро. С 1 апреля 2021 года увеличилась надбавка к пенсии за воспитание детей на 3,55 евро на одного ребенка. В общей сложности она затронула около 203 300 человек.

### Размер выплат в евро (начиная с 01.04.2023)[139][140][141]
- Народная пенсия (выплачивается лицам, не имеющим права на пенсию по старости) 336,39 евро[142]
- Базовая часть пенсии 317,9 евро
- Годовая оценка 8,684 евро
- Рост пенсии 13,9 %
- Пенсия по старости с 15 годами стажа 448,18 евро
- Пенсия по старости с 30 годами стажа 578,44 евро
- Пенсия по старости с 44 годами стажа 700,02 евро
- Дневная ставка пособия по нетрудоспособности (полная нетрудоспособность — 100 % ставки; частичная трудоспособность — 57 % ставки)

Индексация пенсий в 2023 году обошлась государству в 245,7 миллионов евро (в 2022 году — 122,5 млн евро). Пенсии были проиндексированы у 323 000 пенсионеров (в 2022 году — 324 000).
В 2020 году в Эстонии насчитывалось около 3 200 получателей народной пенсии. По состоянию на 2023 год средняя государственная пенсия по старости в Эстонии составила 704 евро в месяц. В 2022 году пособие одиноким пенсионерам составляет 200 евро в месяц. С 1 января 2023 года пенсионеры в Эстонии освобождены от уплаты подоходного налога на сумму среднего размера государственной пенсии по стране (704 евро в 2023 году).
После утверждения индекса Департамент социального страхования производит в соответствии с новой ценностью перерасчёт всех государственных пенсий. Человек может посмотреть размер своей новой пенсии на государственном портале eesti.ee в меню Мои пенсии, пособия и компенсации с 1 апреля 2022 года. Дополнительную информацию об индексации пенсий можно получить на домашней странице Департамента социального страхования и по справочным телефонам Департамента социального страхования: 661 0551 или 612 1360. В дополнение к пенсиям был произведен перерасчёт дневной ставки пособия по нетрудоспособности. С 1 апреля 2023 года дневная ставка при полной нетрудоспособности составляет 18,6 евро (15,13 евро в 2021 году), а в месяц размер пособия составляет 558 евро в месяц (453 евро в 2021 году). При частичной трудоспособности пособие составляет 57 % от действующей дневной ставки, то есть, в среднем 318,06 евро в месяц (258 евро в 2021 году). Размер пособия по нетрудоспособности Касса по безработице рассчитывает на каждый календарный месяц. C 1 апреля 2019 года услуга доставки пенсий и пособий на дом подорожала с 7,70 евро до 8,10 евро — на 8,4 %. Изменение затрагивает около 5700 жителей страны (5000 пенсионеров и 700 инвалидов по нетрудоспособности), которые до сих пор не получают средства на банковский счет. В Департаменте социального страхования Эстонии обещают, что эти цены продержатся как минимум до апреля 2021 года. Финансовый директор Департамента социального страхования Сигне Уустал советует всем пенсионерам получать деньги на банковский счет.

## Расслоение по доходам
| ≤ 30 30-34,9 35-39,9 40-44,9 | 45-49,9 50-54,9 55-59,9 60-64,9 Нет данных |

Коэффициент Джини в Эстонии по состоянию на 2020 год составляет 30,5

### Распределение населения по доходам
По сравнению с данными за 2015 год, на 2019 год стало вдвое меньше людей, чей ежемесячный доход ниже минимальной заработной платы в €540, в то время как число людей, которые зарабатывают больше €2500 в месяц, быстро растет, согласно данным Налогово-таможенного департамента (MTA). В 2015 году почти 30 % жителей Эстонии получали ежемесячный доход до €540, что делало эту группу населения самой крупной в стране. Ещё 16 % заработали €541-€750 в месяц. В то же время только одна пятая часть населения зарабатывала €1001-€1500 в месяц.
По средним показателям 2019 года, разница значительна: всего 15 %, или в два раза меньше по сравнению с 2015 годом, зарабатывают до €540 в месяц. Число людей, зарабатывающих €541-€750 в месяц, также сократилось до 14 %. Вместе эти цифры показывают, что процент малоимущих в Эстонии значительно снизился. Если в 2015 году 46 %, или почти половина, всех жителей Эстонии зарабатывали до €750 в месяц, эта цифра снизилась почти на треть — до 29 %. То, что в период с 2015 по 2019 год оставалось достаточно стабильным, это доля людей, зарабатывающих €751-€1000 в месяц — от почти 17 % в 2015 году до чуть более 15 % в этом году. В то же время доля людей, зарабатывающих €1001-€1500 евро в месяц, увеличилась на 6 % и превысила 26 %. Процент лиц, зарабатывающих менее €540 в месяц, снизился во всех уездах. Доля людей, зарабатывающих €1501-€2000 в месяц, значительно увеличилась в период с 2015 по 2019 годы с 8 до 14 %, а число людей, зарабатывающих €1501 в месяц и более, также подскочило с почти 17 % до почти 30 %.
В разбивке по уездам количество людей, зарабатывающих ниже €540 в месяц, сократилось почти на 14 % в Харьюмаа и почти на 15 % в Тартумаа. В некоторых уездах произошло ещё более значительное снижение, в том числе сокращение на одну пятую в уездах Хийумаа и Вырумаа. В большинстве уездах также наблюдалось незначительное сокращение числа людей, зарабатывающих €541-€750 в месяц, за исключением уездов Ида-Вирумаа (рост 0,71 %) и Валгамаа (рост 0,03 %), но даже там рост показателей был незначительным, составив менее 1 %. Доля людей, зарабатывающих €1001-€1500 в месяц, значительно увеличилась в период с 2015 по 2019 годы, рекордный рост наблюдался в уездах: Ляэнемаа (рост 11,44 %), Пылвамаа (рост 11,2 %), Сааремаа (рост 10,77 %) и Хийумаа (рост 10,75 %). Наименьший рост наблюдался в уезде Харьюмаа, где он составил 4,65 %. Наименьший рост был зафиксирован в группе с доходом от €1501 до €2000, наибольший рост наблюдался в уезде Ляэнемаа, где он составил 8,68 %. Рост доли людей, зарабатывающих €2001-€2500 евро в месяц, по уездам составил 1-3 %. Доля людей, зарабатывающих от €2500 и более в месяц, выросла по уездам между 1-4 %, наибольший рост наблюдался в уезде Харьюмаа, где он составил 5,86 %.
Уезд с самой большой долей людей, зарабатывающих менее €540 в месяц, на которую приходится почти четверть жителей уезда (24.66 %), является уезд Ида-Вирумаа на северо-востоке Эстонии. Почти одна пятая жителей также зарабатывает ниже минимальной заработной платы в уездах: Йыгевамаа (20.96 %), Валгамаа (20.65 %), Вырумаа (20 %), Хийумаа (18.7 %), Ляэнемаа (18.34 %).

### Гендерный разрыв в оплате труда
По состоянию на 2021 год в Эстонии серьёзной проблемой остаётся гендерный разрыв в оплате труда, причём наблюдается он практически во всех сферах экономической деятельности. По данным статистики, в 2021 году почасовая брутто-зарплата у женщин была на 14,9 % ниже, чем у мужчин. В 2021 году по сравнению с 2020 годом гендерный разрыв в оплате труда снизился на 0,7 %, а по сравнению с 2013 годом на 9,9 %. В 2021 году средняя почасовая брутто-зарплата работающих женщин составляла € 8,48, а средняя почасовая брутто-зарплата работающих мужчин — € 9,97. Самый большой разрыв в оплате труда между мужчинами и женщинами в Эстонии наблюдается в финансовой и страховой деятельности (25,7 %), оптовой и розничной торговли (24,2 %), в здравоохранении и социальной работе (23,8 %) и в сфере информации и связи (23,5 %). Как и в 2020 году, только в одной единственной экономической сфере деятельности — сфере транспорта и складского хозяйства — женщины зарабатывали больше, чем мужчины (5,2 %). В 2021 году, по сравнению с 2020 годом, разрыв в оплате труда между мужчинами и женщинами в Эстонии уменьшился больше всего в сферах общественного питания и гостиничного сектора (10,1 %) и больше всего увеличился в сфере строительства (8,4 %).
Гендерное различие в зарплатах рассчитывается вычитанием из средней почасовой брутто-зарплаты мужчин средней почасовой брутто-зарплаты женщин. Полученное значение делится на среднюю почасовую брутто-зарплату мужчин и выражается в процентах. Средняя почасовая брутто-зарплата рассчитана без учёта нерегулярных премий и дополнительных выплат.

## Бедность
По данным Статистического управления Эстонии, в 2022 году 22,5 % населения Эстонии, то есть 303 900 человек, жили в относительной бедности, а 3,5 % населения Эстонии, то есть 48 000 человек, жили в условиях абсолютной бедности. В 2022 году, по сравнению с 2021 годом, доля людей, живущих в относительной бедности, снизилась на 0,3 %, но доля людей, живущих в абсолютной бедности, увеличилась на 2,1 %. В 2022 году человек считался живущим в относительной бедности, если его(её) ежемесячный располагаемый доход был ниже 756 евро, а в условиях абсолютной бедности — менее 303,4 евро.
По сравнению с 2021 годом в 2022 году относительная бедность больше всего выросла в семьях с детьми, особенно среди семей с тремя и более детьми. Что на 4,6 % больше, чем в 2021 году. В 2022 году 79,1 % одиноких стариков и пожилых людей в группе 65 лет и старше испытывали относительную бедность, что на 2,6 % меньше, чем в 2021 году. В 2022 году относительную бедность испытывали 34,8 % родителей-одиночек, а 18,6 % семей с тремя и более детьми. Рост доходов в 2022 году был ниже, чем в 2021 году, а уровень относительной бедности увеличился особенно в тех типах домохозяйств, где большая часть выплат по пенсионному фонду была произведена в предыдущий период. По уездам в 2022 году самый высокий уровень относительной бедности был в Ляэнемаа (34,3 %), Вильяндимаа (34,3 %) и Ляэне-Вирумаа (33 %). Самый низкий в Харьюмаа (17,6 %), Ярвамаа (19,1 %) и Тартумаа (20,5 %). По возрастным группам абсолютная бедность в 2022 году по-прежнему больше всего выросла среди молодых людей в возрасте 18-24 лет. Это означает, что каждый десятый молодой человек в прошлом году жил в абсолютной бедности. Кроме того, более чем каждая десятая семья с одним родителем жила в абсолютной бедности.
В 2023 году 6,2 % населения Эстонии или 84 000 человек жили в условиях депривации. Уровень депривации показывает процент людей, которые не могут позволить себе хотя бы 5 из 13 компонентов: 1) арендные расходы и коммунальные услуги, 2) поддержание достаточного тепла в своем доме, 3) непредвиденные расходы, 4) мясо, рыба или аналогичный белок в течение дня, 5) недельный отпуск вдали от дома, 6) машина, 7) замена изношенной или поврежденной мебели, 8) замена изношенной одежды на новую, 9) минимум две пары уличной обуви в хорошем состоянии и подходящих для эстонского климата, 10) тратить каждую неделю даже небольшую сумму на себя, 11) регулярно участвовать в оплачиваемом досуге, 12) встречаться с друзьями или родственниками не реже одного раза в месяц, чтобы вместе поесть и выпить, 13) при необходимости пользоваться интернетом дома в личных целях. Уровень депривации был самым высоким среди возрастной группы 65 лет и старше (8,4 %) и самым низким среди возрастной группы 16–24 лет (3,5 %). Больше всего за год уменьшилось количество одиноких людей в возрасте до 65 лет и больше всего возросло количество одиноких родителей, испытывающих депривацию.